# 존 모클리
존 윌리엄 모클리(John William Mauchly, 1907년 8월 30일 ~ 1980년 1월 8일)는 J. 프레스퍼 에커트와 함께 초창기의 전자 컴퓨터인 에니악(ENIAC)을 만든 미국의 물리학자이다.
오하이오주 신시내티에서 태어나 메릴랜드주 체비 체이스에서 자라와, 1932년 존스 홉킨스 대학교에서 물리학사 학위를 취득하였다. 1943년 미국 전쟁부는 당시 펜실베이니아 대학교의 공학 교수였던 모클리를 프로젝트 종사에 선출하였다. 또한 그 대학의 졸업생 J. 프레스퍼 에커트를 총지배 공학자로 뽑았다. 모클리와 에커트와 그들의 팀은 1945년 후순에 에니악을 완성하였다.
1946년 그들은 에니악을 광고하였고, 같은 해에 에커트와 모클리는 에커트-모클리 컴퓨터 주식회사의 전신인 ECC(Electronic Control Company)를 창립하였다.
1948년 미국 연방수사국은 고발을 조사하기 시작하였고, 후에 모클리가 공산주의 연결을 가지고 있었다는 잘못이 증명되었다. 모클리의 군사적 안정은 1950년에 빼앗겼으나 1958년 완벽하게 복구되었다. 모클리가 안정을 부정한 시기 동안에 그의 회사는 확실한 군사적 계약들을 안정시키지 못한 이유로 비지니스를 잃고 말았다.
현재 유니시스 주식회사의 하나인 레밍턴 랜드 회사는 1950년에 에커트-모클리 컴퓨터를 구입하였다. 그 회사에서 에커트와 모클리는 처음으로 광고적 성공을 거둔 유니백(UNIversal Automatic Computer)의 건설을 완성하였다.
1980년 1월 8일 펜실베이니아주 앰블러에서 사망하였다.

## 같이 보기
- 구형 테스트